# Tallbergsbroarna

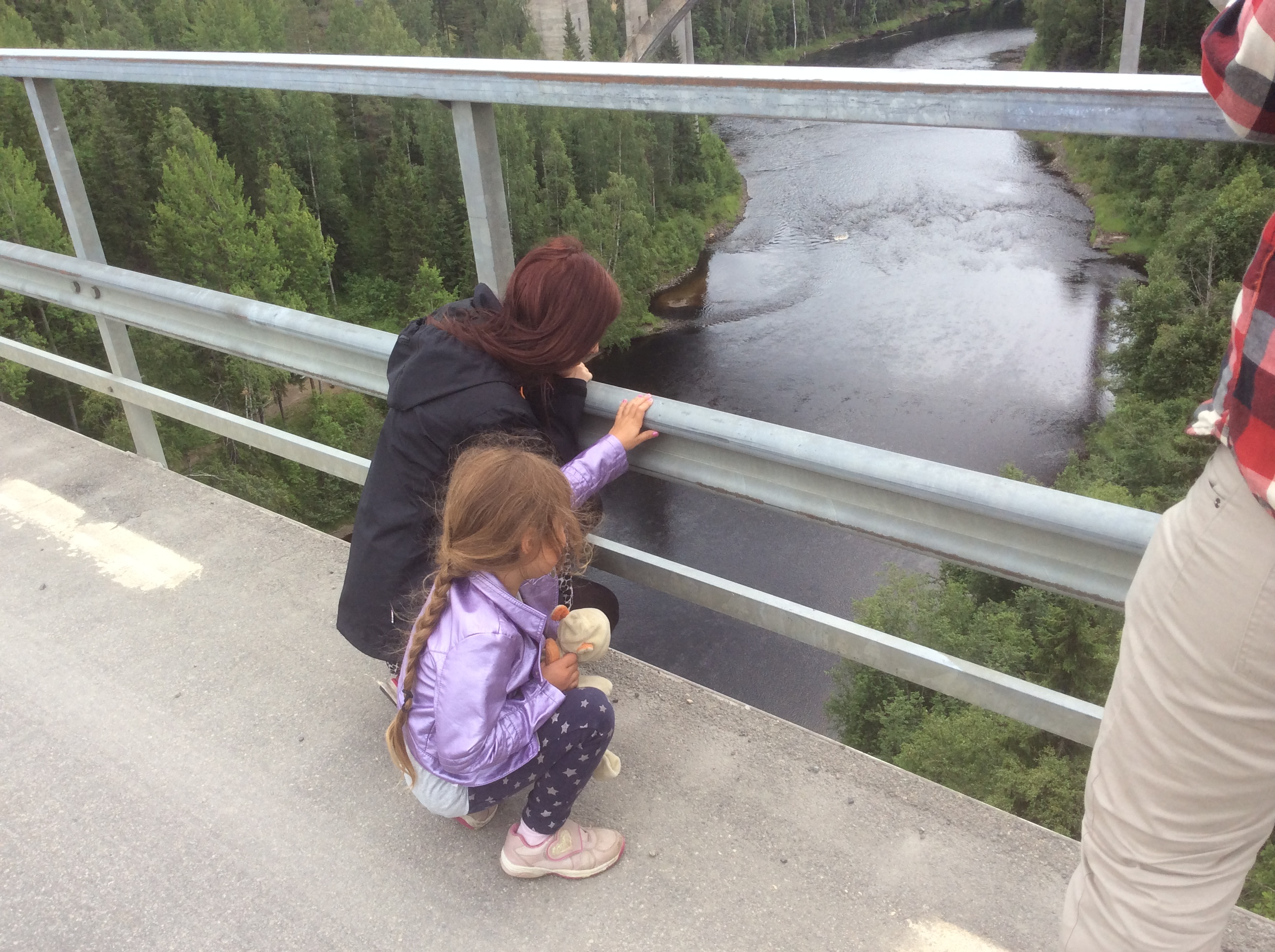
Utsikt från den första bron, numera vägbro

Tallbergsbroarna utgörs av tre järnvägsbroar som går över Öreälven vid Slätforsen, omkring 4 km från Nyåker, Nordmalings kommun. De är en del av Stambanan genom övre Norrland. En av broarna har byggts om för vägtrafik. De tre broarna visar hur brobyggandet har förändrats under mer än ett sekel.

## De tre broarna

### Första bron
Första bron byggdes 1891, av typen stålfackverk, med hängande parabelfackverk. Den består av fyra sektioner som alla är olika långa. Totala spännvidden är 164 meter. Höjden är 37 meter. Stålkonstruktionen byggdes av Bergsunds Mekaniska Verkstad i Stockholm. Stöden för bron består av huggen natursten.
1938 byggdes den om till landsvägsbro.

### Andra bron
På grund av att trafiken ökade ställdes högre krav på broarnas bärighet. Därför byggdes den andra bron av armerad betong. Arkitekt och konstruktör var brobyggaren Otto Linton. Den påbörjades 1916 och stod klar 1919. Den består av fyra stycken valv och ett bågspann. Bågspannet mäter 90 meter och hade vid den tiden världens längsta spann för järnvägsbroar av betong. Total längd är 229 meter. Till bron användes 20 000 ton sand och makadam. Omfattande stabilisering av marken behövdes för att bära brons vikt.
Bron förklarades som byggnadsminne 1997.

### Tredje bron
Mellan åren 1993 och 1994 byggdes den tredje bron av Banverket. Den gamla bron uppvisade allvarliga skador och hade begränsad bärighet. Den nya är byggd av betong och stål. Längden är med sina 338 meter den längsta bron på Stambanan genom övre Norrland.

## Övrigt
Gevalias reklamfilm med en bungyjumpande kvinna, som dyker ner i en båt, spelades in på denna plats 1996.
Sune Jonssons roman Brobyggarna handlar om bygget av den andra bron.

## Historiska foton

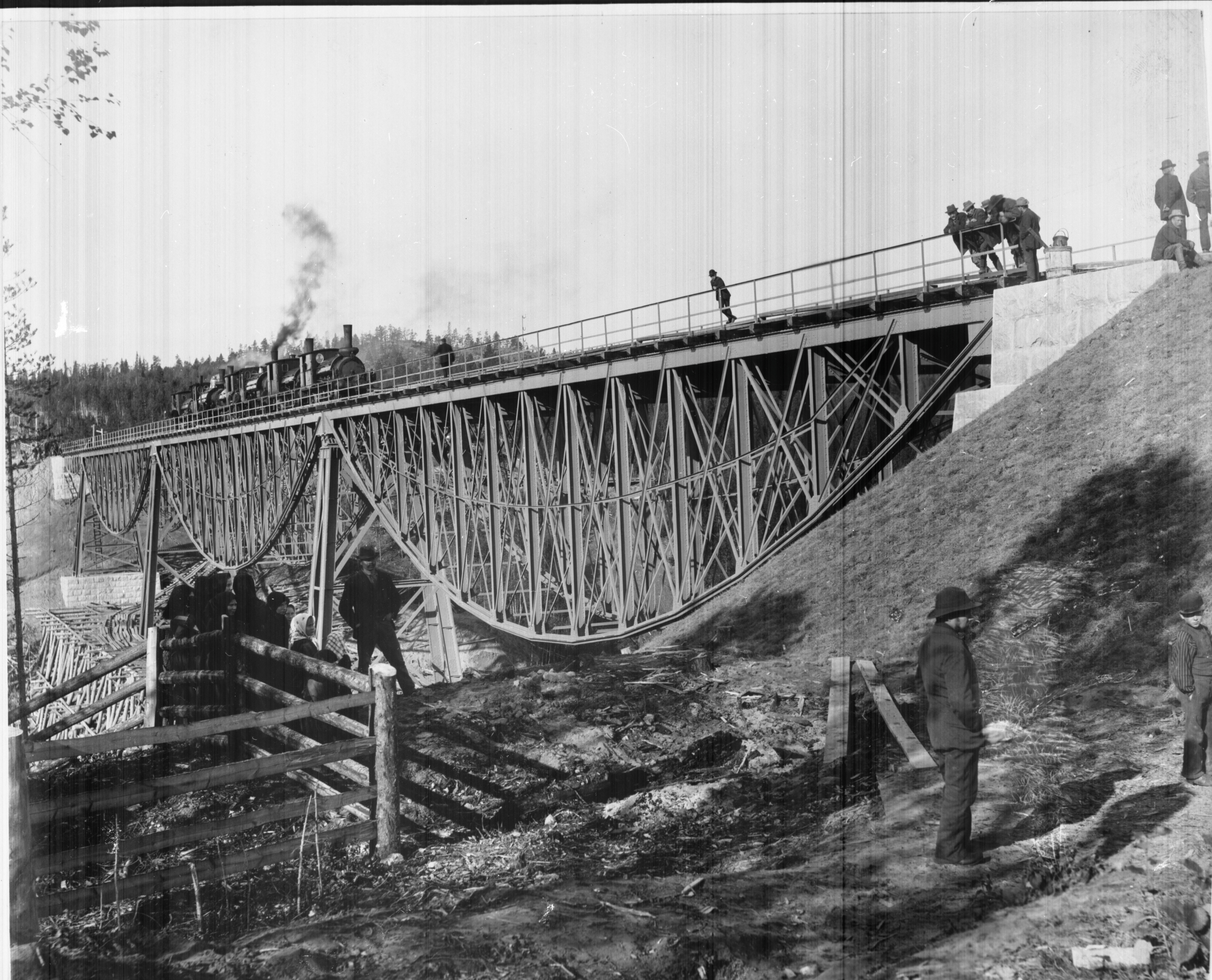
Byggnation av äldsta bron.
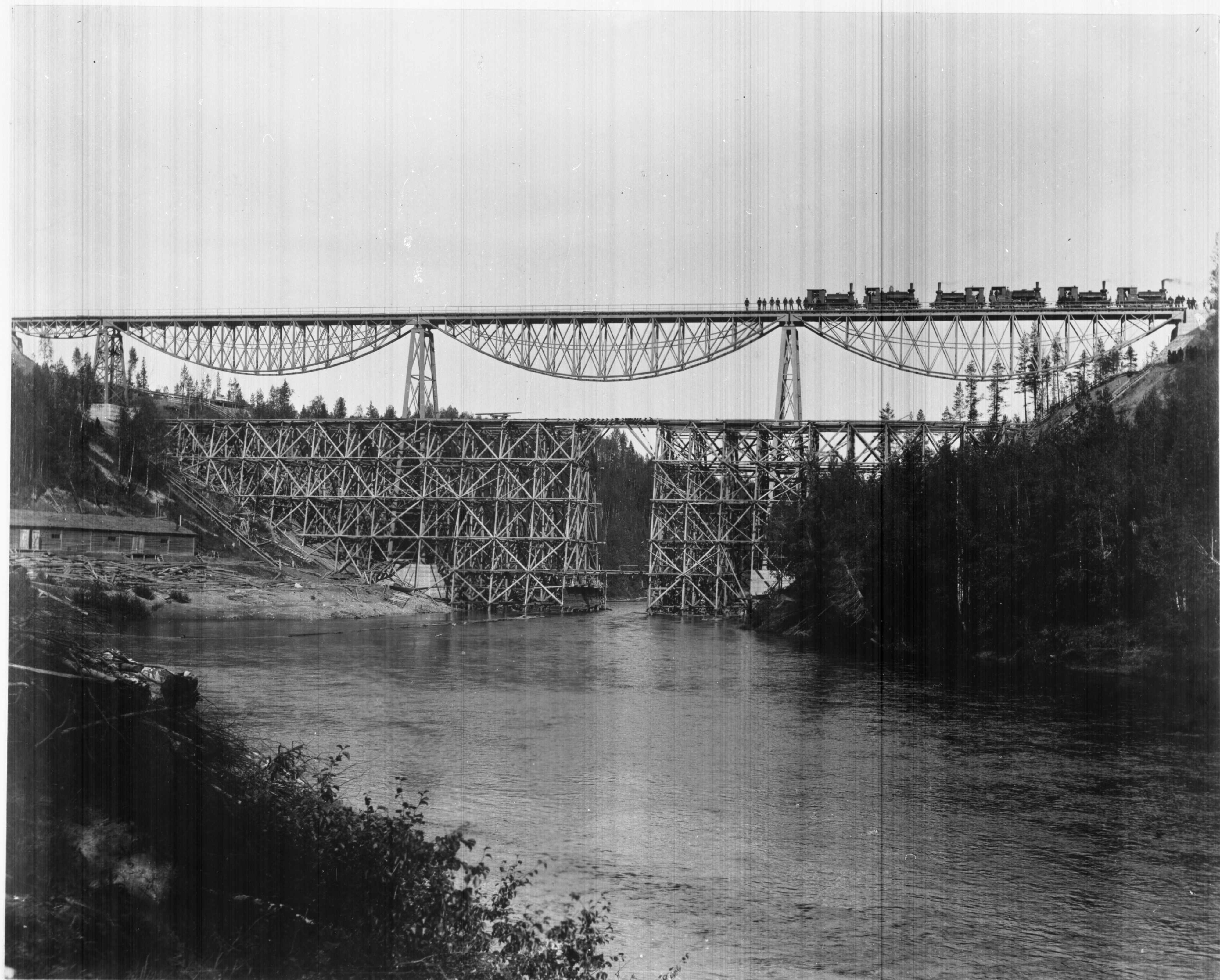
Den äldsta bron provbelastas.
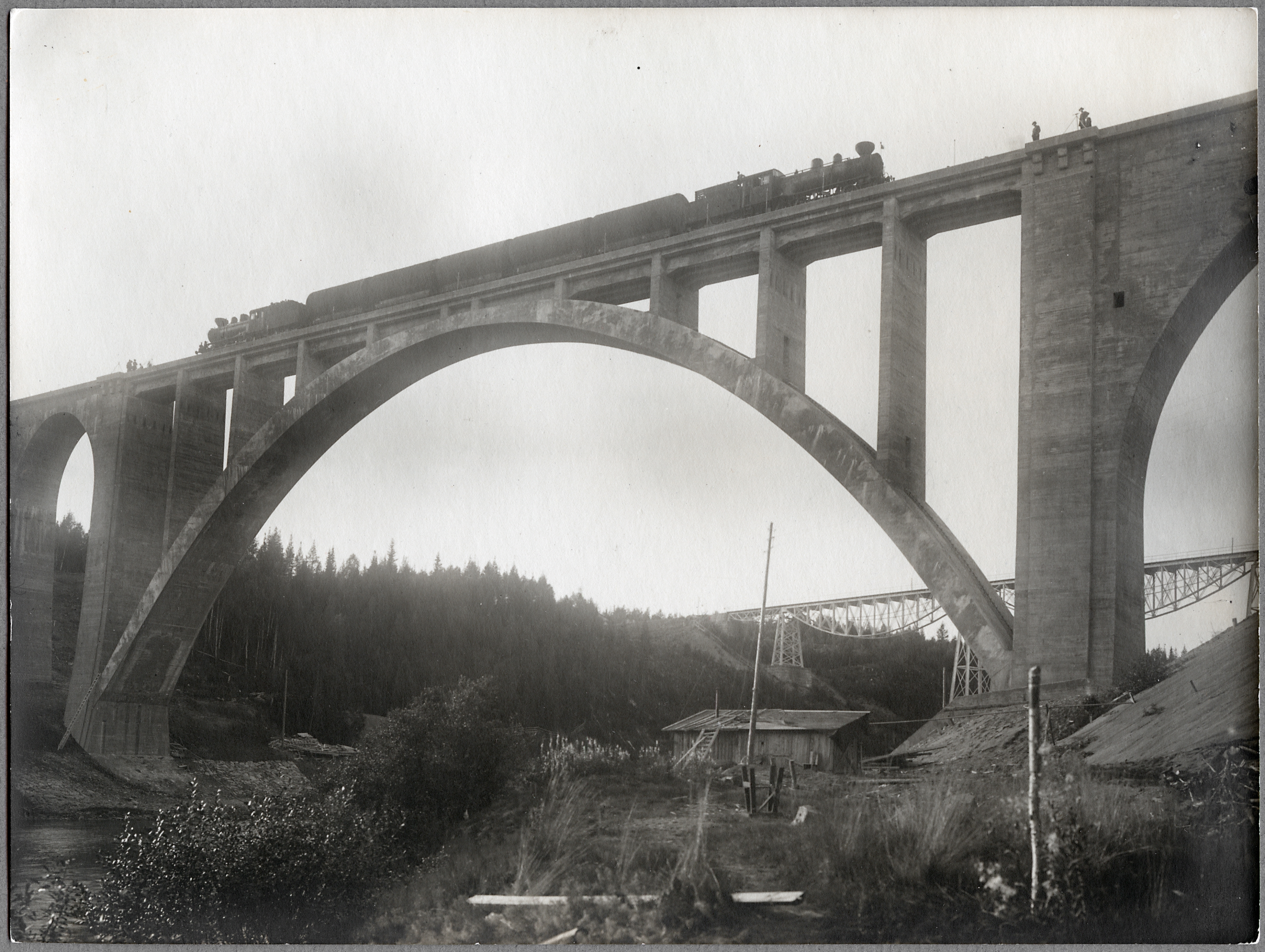
Den näst äldsta bron provbelastas
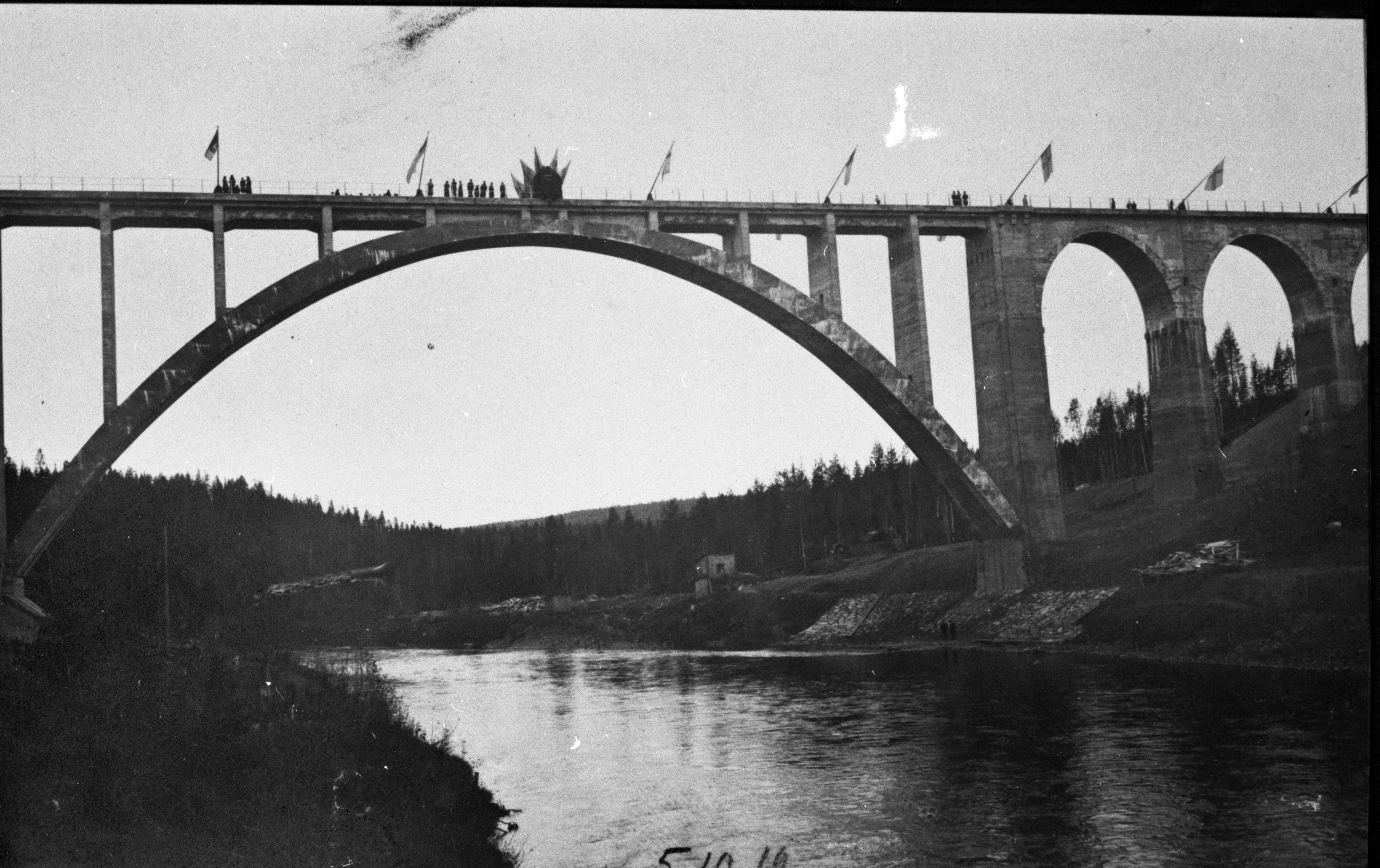
Invigning av den näst äldsta bron